# Takeo Fujisawa
Takeo Fujisawa (Koishikawa-ku (tegenwoordig: Bunkyo-ku), 10 november 1910 - 30 december 1988) was een Japans zakenman en een van de sleutelfiguren bij het ontstaan van de Honda Motor Corporation Limited. Als verkoopmanager was hij verantwoordelijk voor de ontwikkeling van de Honda Cub F en van de meest verkochte motorfiets ter wereld, de Honda Super Cub. 

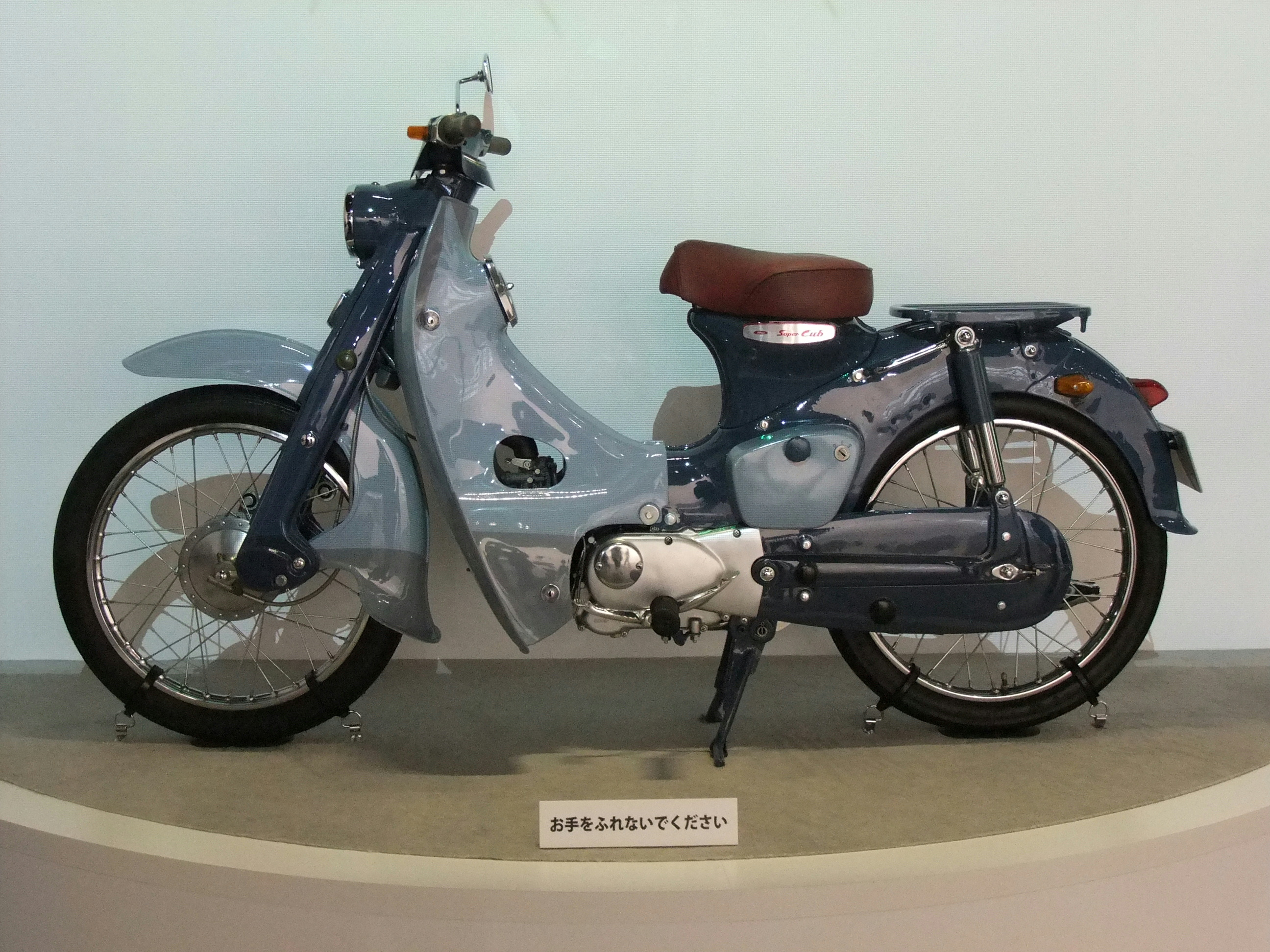
Takeo Fujisawa was de bedenker en drijvende kracht achter de Honda Super Cub die in 2023 nog steeds werd geproduceerd. In 2014 waren er 87 miljoen exemplaren geleverd.

Fujisawa werd geboren als oudste zoon van Hideshiro Fujisawa en diens echtgenote Yuki. Vader Hideshiro werkte bij een bedrijf dat reclame-diashows voor bioscopen maakte. In 1923 werd dit bedrijf verwoest bij de aardbeving bij Kanto en het gezin kwam in geldnood. Hideshiro probeerde het bedrijf weer op te bouwen, maar dat ging ten kosten van zijn gezondheid. 

## Carrière
Takeo Fujisawa wilde eigenlijk onderwijzer worden, maar hij zakte voor zijn examens. Omdat hij het gezin moest onderhouden werd hij kopieerder. Nadat hij in 1930 zijn militaire dienstplicht had vervuld ging hij daarmee verder, maar in 1934 werd hij vertegenwoordiger van Mitsuwa Shokai, een handelsfirma in staalproducten. Hij wist een goede band met zijn klanten op te bouwen, met name omdat hij steeds eerlijk was als er iets verkeerd ging. Eind jaren dertig, toen directeur Kiyoshi Machida in militaire dienst moest, kreeg Fujisawa de leiding over het bedrijf. Daarnaast richtte hij in 1939 zijn eigen bedrijfje op, Nippon Kiko Kenkyujo, een fabriek van snijgereedschappen. Hij had inmiddels ervaring met het leiden van een bedrijf en kon omgaan met de wisselende staalprijzen, zijn gebrek aan technische kennis was de oorzaak dat zijn bedrijf pas in 1942 ging produceren. Michada keerde terug uit militaire dienst waardoor Fujisawa zich helemaal kon richten op zijn eigen bedrijf. Nippon Kiko Kenkyujo begon snijapparatuur te leveren aan Nakajima Aircraft Company. 

### Ontmoeting met Hiroshi Takeshima
Hier leerde hij Hiroshi Takeshima kennen, een kwaliteitscontroleur van Nakajima Aircraft, die met hem sprak over Soichiro Honda, die in Hamamatsu zuigerveren voor Nakajima Aircraft produceerde. In juni 1945 werd Fujisawa's bedrijf getroffen bij een luchtaanval. Fujisawa wist zijn machines te redden, maar toen hij zijn fabriek in Fukushima weer wilde opzetten moest hij tot het einde van de Tweede Wereldoorlog (2 september 1945) wachten tot er spoorwagons beschikbaar waren. Hij besloot dat er voor de wederopbouw in Japan behoefte was aan hout. Hij kocht bossen in Fukushima en werd houthandelaar. Zijn wens was echter terug te keren naar zijn geboortestad Tokio, waar hij ook regelmatig kwam om zaken te doen. In 1948 ontmoette hij bij toeval Hiroshi Takeshima op het Ichigaya station. Takeshima was intussen technisch inspecteur van het ministerie van internationale handel en industrie. Op zijn advies verkocht Fujisawa Nippon Kiko Kenkyujo en hij begon een houthandel in Tokio. In de zomer van 1949 kreeg hij een uitnodiging van Takeshima om kennis te maken met Soichiro Honda. 

### Ontmoeting met Soichiro Honda
In augustus ontmoetten Honda en Fujisawa elkaar. Honda had na een aantal gemotoriseerde fietsen net zijn eerste echte motorfiets, het Honda Dream Model D, uitgebracht. Honda vond in Fujisawa het zakelijk inzicht dat hijzelf miste. Met ingenieur Kiyoshi Kawashima kreeg Honda nu een driekoppige leiding. Fujisawa trad in oktober 1949 aan als bestuursvoorzitter. Al snel volgde de eerste kapitaalverhoging. Het bedrijfskapitaal was verdubbeld tot twee miljoen yen, mede dankzij een persoonlijke investering van 500.000 yen door Fujisawa.

### Hoofdkwartier in Tokio
Takeo Fujisawa kreeg zijn eigen hoofdkwartier in Tokio van waaruit hij stad en land afreisde om dealers te vinden voor de Honda-producten. Door de na-oorlogse recessie daalden de verkoopcijfers echter en bovendien sloeg de nieuwe tweetakttechniek van het Model D niet aan omdat de klanten om viertaktmotoren vroegen. Honda kwam in problemen door een groeiende voorraad en de betalingen aan personeel en leveranciers begonnen achter te lopen. De redding kwam deels door het uitbreken van de Koreaanse Oorlog in 1950, toen de vraag naar hulpmotoren steeg. Bovendien betaalden de Verenigde Naties alles in Amerikaanse dollars, waardoor de Japanse economie groeide. 

### Honda Cub F
| De Honda Cub F werd een groot succes, mede door de marketingtechniek die Takeo Fujisawa bedacht. |
| De eerste series hadden nog een omgebouwde kookketel als brandstoftank                           |

Honda bracht in 1951 een viertaktmodel uit, het Dream Model E, maar Soichiro Honda had nog veel grotere plannen. Hij was er van overtuigd dat hij de grootste producent van motorfietsen ter wereld zou kunnen worden, maar daarvoor was veel ontwikkelingskapitaal nodig. Fujisawa overtuigde hem ervan om toch weer clip-on motoren voor fietsen te gaan maken. Op die manier kon Honda voorlopig tegemoetkomen aan de vraag naar lichte en vooral goedkope transportmiddelen in Japan. Zo ontstond de Cub F. 'Cub' betekent 'welp', en de aanduiding 'F' volgde logisch op de vorige modellen A t/m E. De Cub F was weliswaar weer een tweetakt, maar toch schoner en stiller dan de voorgaande modellen.  

#### Marketing
Om geld te besparen kocht Fujisawa een groot aantal kookketels op, die tot brandstoftank werden omgebouwd. De eerste testen vonden plaats in maart 1952, maar de Cub F werd pas in juni aan het publiek voorgesteld. Eerst moest er een manier gevonden worden om de Cub F te verkopen. Japan had in die tijd ongeveer 300 motorfietsdealers, maar die verkochten allerlei Japanse merken en daar zou de Cub F mee moeten concurreren. Fujisawa maakte een brochure die naar 50.000 rijwielhandelaren werd gestuurd. Daarop kreeg hij 30.000 reacties. Met de Mitsubishi Bank stelde hij een brief op om de aspirant-dealers te vragen de betalingen per postgiro via deze bank te voldoen. Daarop kreeg hij meteen 5.000 bestellingen binnen. Hij stuurde iedere respondent één Cub F-motor die 19.000 Japanse yen kostte en verkocht mocht worden voor 25.000 Yen. In oktober 1952 werden 6.000 Honda Cub F's verstuurd en in december 1952 nog eens 9.000. In de hoofdstad Tokio maakte Fujisawa extra reclame door een vrouwendansgroep een show met Honda Cub F's te laten opvoeren in de hoofdstraat van Ginza. Daarmee vermaakte men het publiek, maar maakte men ook duidelijk dat ook vrouwen goed overweg konden met de Cub F. Fujisawa kocht zelfs kleine vliegtuigjes waarmee in heel Japan folders werden uitgestrooid met de adressen van plaatselijke dealers. Bovendien bedacht Fujisawa een huurkoopsysteem waardoor klanten hun betaling over 12 maanden konden spreiden. De Cub F werd een groot succes en legde de financiële basis om nieuwe modellen te ontwikkelen.

## Studiereis naar Europa
In 1956 reisde directeur Soichiro Honda samen met verkoopmanager Takeo Fujisawa naar Europa. De Honda Cub F was uit productie gegaan, maar ze waren geïnteresseerd in de opkomende markt voor bromfietsen die de gemotoriseerde fietsen vervingen. Toen ze in Japan terugkeerden brachten ze vijf Europese bromfietsen mee, waaronder een NSU Quickly, een Zündapp Combinette, een Kreidler K 50 en een Puch. Yoshiro Harada was toen al bezig met het ontwikkelen van een plaatframe, naar tekeningen die Honda zelf al voor zijn vertrek had gemaakt, maar die voortdurend bijgewerkt werden. 
| Daarom wilde Takeo Fujisawa een "doorstapframe". De bagage zou het onmogelijk maken het been over het zadel te slaan. |

### Honda Super Cub
Tijdens de studiereis realiseerde Fujisawa zich dat de vraag naar motorfietsen in Europa sterk terugliep. Er waren nu immers dwergauto's en voor gezinnen die eerder misschien een zijspan hadden gekocht waren er de goedkope Volkswagen Kever, de Morris Minor en de Fiat Topolino. Voorlopig moest Honda zich maar eens richten op de binnenlandse markt en de ontwikkelingslanden, waar nog steeds vraag was naar goedkope vervoermiddelen voor woon-werkverkeer en kleine middenstanders. Daarom moest de machine eenvoudig in het gebruik en makkelijk te onderhouden zijn. Een scooter zou daaraan voldoen, maar die was door zijn 10 inch wielen niet bruikbaar op de onverharde wegen in Azië en Afrika. De nieuwe Honda (toen nog "Operation Super M") moest een vriendelijk ogend model worden. In de woorden van Fujisawa: "Iemand moet een motorfiets kunnen kopen waarvan degene die naast hem slaapt zegt: koop hem maar". Hij doelde daarmee op de echtgenotes. Daarnaast zei hij: "Ik weet niet hoeveel noedelrestaurants er in Japan zijn, maar elk restaurant moet onze bezorgmotorfiets willen hebben zodra ze hem zien". Fujisawa stelde de verkoopprijs vast op 55.000 yen, iets goedkoper dan een zwart-wittelevisie. Dat bedrag vormde de basis voor het hele concept, dat nog ontwikkeld moest worden. Voor de marketingstrategie voerde hij gesprekken met jonge mensen, waaronder beurshandelaren, muzikanten en advertentieontwerpers zoals Tsugio Ogata. 's Avonds ging hij met hen drinken en overleggen. Na enkele minder geslaagde pogingen van Fujisawa zelf gaf hij Ogata de opdracht een aantal advertenties te maken. Nog voordat de Honda Super Cub werkelijk bij de dealers stond was het al een succes. Dealers schreven massaal in en er kwamen zelfs mensen aan de fabriekspoorten om een Super Cub te kopen. De 50cc-viertaktmotor werd ontwikkeld door Daiji Hoshino, het plaatframe door Yoshiro Harada en het ontwerp door Jozabuo Kimura. Fujisawa eiste een doorstapframe, omdat door de bagage het been niet over het zadel geslagen kon worden. Bovendien moest de machine een semi-automatische koppeling hebben zodat de berijder zijn linkerhand eventueel vrij had voor nog meer bagage.
De Honda Super Cub werd een wereldwijd succes. In de Derde Wereld vanwege de prijs, het gebruiksgemak en het eenvoudige onderhoud, in Europa als bromfiets en zelfs in de Verenigde Staten, waar de wereldberoemde campagne "You meet the nicest people on a Honda" een groot succes werd. Naast de 50cc-versie kwamen er modellen met 65-, 70-, 90-, 110- en 125 cc. 
De machine werd vanaf 1958 geproduceerd en was in 2023 nog steeds in productie. Die vond naast Japan ook plaats in Argentinië, Bangladesh, België, Brazilië, Cambodja, China, Colombia, de Filipijnen, India, Indonesië, Laos, Maleisië, Mauritius, Mexico, Nigeria, Peru, Taiwan, Thailand en Vietnam.

## Einde carrière
In 1964 werd Takeo Fujisawa vice-directeur van Honda Motor Co. Ltd. In 1983 ging Soichiro Honda met pensioen en nam Kiyoshi Kawashima de leiding over het bedrijf over. Fujisawa bleef als adviseur aan het bedrijf verbonden tot aan zijn pensioen. Daarna opende hij een antiekwinkel in Tokio.

## Overlijden en postume waardering
In december 1988 overleed Fujisawa op 78-jarige leeftijd aan een hartaanval. In 1989 kreeg hij postuum de Orde van de Rijzende Zon, IIIe klasse.

## Boeken
- There is no end to management, 1986, uitgeverij Nesuke, ISBN 9-7848903-6704-7
- The torch is in your hands, 2009, uitgeverij PHP, ISBN 9-7845697-0415-9

- CiNii: DA01329806
- Gemeinsame Normdatei: 133347176
- International Standard Name Identifier: 0000 0000 8292 9286
- Library of Congress Control Number: n88078109
- Bibliotheek van het Japanse parlement: 00016137
- Virtual International Authority File: 108919973
- WorldCat: E39PBJkxQdQ9MXCDDPYmQ994bd